# Верин-Базмаберд
Верин-Базмаберд (арм. Վերին Բազմաբերդ, в переводе — Верхний Базмаберд) — село в центре Арагацотнской области Армении. Село расположено в 14 км к востоку от города Талина, в 3 км к востоку от села Неркин-Сасунашен, в 3 км к юго-западу от села Автона и в 4 км к северу от села Неркин-Базмаберд.

## История
Прежнее название села — Агджа-кала Верхнее. По словам азербайджанского топонимиста Ситары Мирмахмудовой, азербайджанский топоним Агджакала (азерб. Ағҹагала) означает «крепость, построенная из беловатого камня».
Позднее стало называться Верин Агджакала. 12 ноября 1946 года село Верин Агджакала Талинского района Армянской ССР было переименовано в Базмаберд Верин.

## Население
По данным «Сборника сведений о Кавказе» за 1880 год, в селе Агджа-кала Верхнее Эчмиадзинского уезда по сведениям 1873 года было 53 двора и проживало 354 азербайджанца (указаны как «татары»), которые были шиитами.
По данным Кавказского календаря на 1912 год, в селе Агджакала Верхнее Эчмиадзинского уезда проживало 806 человек, в основном азербайджанцев, указанных как «татары».